# František Josef Sláma
František Josef Sláma (16. května 1792 Bojenice – 5. srpna 1844 Mariánské Lázně) byl český vlastenec, kněz, první autor dějin Prachatic.

## Život
Otec Františka Josefa Slámy – Josef Sláma – pocházel ze Stehlovic, od roku 1785 byl hospodským v Bojenicích. S manželkou Kateřinou, rozenou Kloboučníkovou měl tři syny a dceru (dva další synové zemřeli po porodu). František byl z těchto dětí nejmladší.

Vystudoval piaristické gymnázium v Českých Budějovicích, tří roky filozofii v Praze (jeho učitelem byl mezi jiným Bernard Bolzano). Během studia se stýkal s vlastenci jako Václav Hanka, což probudilo jeho české cítění. Roku 1811 tříletá studia ukončil a nastoupil kněžskou dráhu.
V letech 1811–1814 vystudoval teologický institut v Českých Budějovicích, na kněze byl vysvěcen následujícího roku. Službu začal vykonávat v Zelené Hoře u Nepomuku. V letech 1818–1825 byl kaplanem v Prachaticích, v prosinci 1825 byl přeložen na Orlík, odkud roku 1832 odešel na vlastní žádost do Chraštic. Roku 1841 změnil svoje působiště z Chraštic na Bechyni, kde se stal děkanem. V roce 1843 onemocněl zánětem pobřišnice a když nemoc neustupovala, odebral se v červenci 1844 na léčení do Mariánských Lázní, kde zemřel.

### Vlastenec
Mezi jeho přátele patřili tehdejší přední čeští vlastenci, blízkým přítelem byl zejména kněz Josef Vlastimil Kamarýt; ten Skálu seznámil například s Josefem Jungmannem, Františkem Ladislavem Čelakovským a Josefem Krasoslavem Chmelenským.
V Prachaticích dosáhl po mnohém vyjednávání toho, že od roku 1823 mohly být menší děti v prachatické škole (kde se dosud vyučovalo výhradně v němčině) několik hodin týdně vzdělávány česky v náboženství, čtení a psaní. S místním literátským bratrstvem zařazoval před mše a kázání zpěv českých písní.
V Prachaticích také v roce 1819 vyučoval češtinu místního rodáka Jana Nepomuckého Neumanna (pozdější světec).
V Chrašticích sepsal v letech 1835–1836 česky Obraz minulosti starožitného města Prachatic, první psanou historii tohoto města.

## Dílo
Ve svém díle usiloval především o vzdělání lidu a jeho díla obsahovala morální a praktická poučení. Též obhajoval češtinu a věnoval se regionální historii (Prachatice).
Užíval též pseudonym Bojenický. Své názory zveřejňoval v Časopise pro katolické duchovenstvo, České včele, Květech a dalších.

### Knižní vydání

#### Překlady
- Holaubek: powjdka pro djtky a gegich přátely (Autor Christoph von Schmid, 1768–1854; vydáno: W Pjsku, Pjsmem Jozefa Fetterla sslechtice z Wildenbrunnu, 1827)
- Štědrý wečer: powjdka k wánočnjmu obdarowánj djtek (Autor Christoph von Schmid, 1768–1854; vydáno: W Pjsku, Pjsmem Jozefa Fetterla sslechtice z Wildenbrunnu, 1827)
- Ztracené Djtě: powjdka pro djtky a gegich přátely (Autor Christoph von Schmid, 1768–1854; vydáno: W Pjsku, Pjsmem Jozefa Fetterla sslechtice z Wildenbrunnu, 1827)

#### Vlastní dílo
- Slowo útěchy, poslané Prachatičanům po nessťastném ohni, genž w gegich městě 13. dubna 1832 za hodinu sto sedm a třidcet domů w popel obrátil (W Praze, W knjžecj arcibiskupské tiskárně u Josefy Fetterlowé, wedenjm a nákladem Wáclawa Špinky, 1832)[p 2]
- Obrana Časopisu pro katolické duchowenstwo (pod pseudonymem František Bojenický; W Praze, W knjžecj arcibiskupské knihtiskárně, u Josefy Fetterlowé, řjzenjm Wáclawa Špinky, 1835)
- Obraz minulosti starožitného města Prachatic (V Praze, Jan Hostivít Pospíšil,	1838)
- Sedmero postních kázání, kteráž druhdy činil František Sláma (V Praze, Nákladem kněhkupectví B. Stýbla, 1867)